# Georges Bernier (1911-2001)
Ne pas confondre avec le Professeur Choron (1929-2005), écrivain, journaliste satirique, humoriste et chanteur français.
Pour les articles homonymes, voir Bernier.
Georges Bernier né Victor Georges Weinstein le 31 mars 1911 dans le 17e arrondissement de Paris et mort le 15 décembre 2001 à Suèvres, est un journaliste, éditeur et marchand d'art français. 
Il a publié et dirigé pendant dix-sept ans la revue d'art mensuelle L'Œil.

## Biographie
Georges Bernier est né le 31 mars 1911 à Paris de parents russes. Son père est un avocat international. Georges Bernier étudie la philosophie. Son intérêt pour l'art le porte vers le cinéma. Son ami le réalisateur Jean Aurenche le met en contact avec Max Ernst et il découvre le milieu surréaliste. Il se lie d'amitié avec André Breton, Jacques Brunius, Denise Bellon, rencontre plusieurs artistes ainsi que le psychanalyste Jacques Lacan et l'éditeur Albert Skira. Albert Skira lui confie certains de ses intérêts aux États-Unis ce qui lui fournit une première approche du monde de l'édition. Après la défaite française de 1940, il se rend à New York, dirige la section française de la radio La Voix de l'Amérique puis il travaille à Londres à la BBC. À la Libération, il revient à Paris et travaille dans la presse écrite pour le Parisien libéré puis devient correspondant diplomatique de France-Soir. Le directeur de ce quotidien, Pierre Lazareff, le présente en 1953 à Georges Wildenstein qui cherche un rédacteur en chef pour son hebdomadaire Arts. Avec Rosamond Bernier, sa deuxième épouse, il fonde la revue mensuelle L'Œil. Le premier numéro sort en février 1955, il publie et dirige la revue pendant dix-sept ans. En 1962, il ouvre sa propre galerie qu'il appelle L'Œil. À cette occasion, il commande un film à Yannick Bellon avec laquelle il entretient une relation, mais la cinéaste abandonne le projet après avoir tourné des essais. Il est l'auteur de plusieurs livres dont une introduction au catalogue raisonné de l'œuvre de Jean Béraud, un ouvrage sur Girodet, un livre sur la Revue blanche (Hazan, 1991) et en collaboration avec Monique Schneider-Maunoury, avec qui il s'est marié et a eu un fils Alexis Bernier, une étude sur la naissance de l'art abstrait à travers le couple Robert et Sonia Delaunay.
Georges Bernier est mort dans la nuit du 14 au 15 décembre 2001.